# 1335
Cette page concerne l'année 1335  du calendrier julien. Pour l'année 1335 av. J.-C., voir 1335 av. J.-C.
L'année 1335 est une année commune qui commence un dimanche.

## Événements
- 5 janvier : le sultan de Delhi Muhammad bin-Tughlûq lance une expédition punitive dans le sud du Deccan[1]. Une épidémie de peste le force à rebrousser chemin et à rentrer à Delhi.

- Août : le roi mérinide Abu al-Hasan ben Uthman, en guerre contre les Abdalwadites prend Nedroma dont il massacre la garnison, puis commence le deuxième siège de Tlemcen (fin en 1337)[2].

- Octobre : début de la rébellion Nakasendai au Japon. Takauji Ashikaga entre en rébellion ouverte contre le pouvoir de plus en plus tyrannique de l’empereur Go-Daigo[3]. Il fonde à Kyōto un nouveau Bakufu. Une longue guerre commence entre les légitimistes et les révoltés, qui ruine le Japon et l’oblige à se replier sur lui-même (fin en 1392).
- 30 novembre : à la mort d’Abu Saïd, le khanat houlagide d’Iran se disloque (1336-1338). Les princes mongols conservent l’ouest du pays (Arpa Ka'on), mais à l’est ce sont des dynasties iraniennes qui les remplacent (comme la maison afghane des Kert)[4].

- Soulèvements populaires en Chine contre l'autorité de la dynastie mongole des Yuan[5].

- Le sultan ottoman Orhan annexe le beylicat de Karasi (fin en 1345)[6].

### Europe
- Disette en Languedoc (fin en 1337)[7].

- 4 février[8] : révolte des Gibelins à Gênes qui chassent le vicaire du roi Robert de Naples et la plupart des Guelfes. Deux capitaines du peuple sont nommés (fin en 1339).
- 2 avril : mort d'Henri de Goritz. La Carinthie et la Carniole passent aux Habsbourg en mai[9].
- 24 août : Jean Ier de Bohême renonce au trône de Pologne à la conférence de Trenčín[10].
- 12 novembre - 3 décembre[11] : congrès de Visegrád. Alliance entre les rois Casimir III de Pologne, Jean Ier de Bohême et Charles Robert de Hongrie. Suzeraineté de la Bohême sur la Silésie. Accords économiques entre la Bohême et la Pologne, décidant le boycott de Vienne. Les marchands allemands ont une voie directe à l’or hongrois par Wrocław et Brno[12].
- 20 décembre : Mastino della Scala entre dans Lucques que lui ont vendu les Rossi[13]

- Le dauphin de Viennois Humbert II crée l'ordre de Sainte-Catherine (ordre chevaleresque)[14].
- Fresques aujourd’hui détruites de la façade de l'hôpital Santa Maria della Scala à Sienne réalisées par Ambrogio Lorenzetti et Pietro Lorenzetti[15].
- Serge de Radonège fonde un monastère à 70 km au nord de Moscou, future laure de la Sainte-Trinité[16].